# Copa Confederacions 2005
La Copa FIFA Confederacions 2005 és la setena edició de la Copa Confederacions, realitzada entre el 15 i el 29 de juny del 2005, a Alemanya.
Aquest torneig és considerat l'assaig general de la Copa del Món de Futbol 2006, que es va dur a terme al mateix país.

## Seus
Les seus d'aquest torneig són:
| Ciutat    | Estadi                   | Capacitat |
| --------- | ------------------------ | --------- |
| Colònia   | RheinEnergieStadion      | 46.000    |
| Frankfurt | Waldstadion              | 48.000    |
| Hannover  | FIFA WM-Stadion Hannover | 49.000    |
| Leipzig   | Zentralstadion           | 44.499    |
| Nuremberg | Frankenstadion           | 41.968    |

## Participants
Els vuit participants d'aquest torneig són convidats oficialment per la FIFA, i corresponen, en general, als campions dels diversos tornejos internacionals.
En aquesta edició participaren:
- Alemanya, com a organitzador del proper mundial de futbol.
- Brasil, com vigent campió del món.
- Argentina, com a subcampió de la Copa Amèrica 2004, ja que el campió va ser Brasil.
- Austràlia, com a vigent campió de la Copa de les Nacions de la OFC
- Tunísia, com a últim campió de la Copa d'Àfrica de Nacions.
- Mèxic, com a campió de la Copa d'Or de la CONCACAF 2003
- Grècia, com a campió de l'Eurocopa 2004.
- Japó, com a vigent campió de la Copa d'Àsia.

## Resultats

### Primera fase

#### Grup A
| Equip     | Pts | PJ | PG | PE | PP | GF | GC |
| --------- | --- | -- | -- | -- | -- | -- | -- |
| Alemanya  | 7   | 3  | 2  | 1  | 0  | 9  | 5  |
| Argentina | 7   | 3  | 2  | 1  | 0  | 8  | 5  |
| Tunísia   | 3   | 3  | 1  | 0  | 2  | 3  | 5  |
| Austràlia | 0   | 3  | 0  | 0  | 3  | 5  | 10 |

#### Grup B
| Equip  | Pts | PJ | PG | PE | PP | GF | GC |
| ------ | --- | -- | -- | -- | -- | -- | -- |
| Mèxic  | 7   | 3  | 2  | 1  | 0  | 3  | 1  |
| Brasil | 4   | 3  | 1  | 1  | 1  | 5  | 3  |
| Japó   | 4   | 3  | 1  | 1  | 1  | 4  | 4  |
| Grècia | 1   | 3  | 0  | 1  | 2  | 0  | 4  |

### Fase Final
|  | Semifinals             | Semifinals            |   |                      | Final                  | Final |
|  |                        |                       |   |                      |                        |       |
|  | Nuremberg - 25 de juny |                       |   |                      |                        |       |
|  | Alemanya               | 2                     |   |                      |                        |       |
|  | Brasil                 | 3                     |   |                      |                        |       |
|  |                        |                       |   |                      |                        |       |
|  |                        |                       |   |                      | Frankfurt - 29 de juny |       |
|  |                        |                       |   |                      | Brasil                 | 4     |
|  |                        | Argentina             | 1 |                      |                        |       |
|  |                        |                       |   |                      |                        |       |
|  |                        |                       |   |                      |                        |       |
|  |                        |                       |   |                      | Tercer lloc            |       |
|  | Hannover - 26 de juny  | Hannover - 26 de juny |   | Leipzig - 29 de juny | Leipzig - 29 de juny   |       |
|  | Mèxic                  | 1(5)                  |   | Alemanya             | 4                      |       |
|  | Argentina              | 1(6)                  |   |                      | Mèxic                  | 3     |

|  | Campió: Brasil Segon títol |

## Premis
| Premi       | Jugador o equip                |
| ----------- | ------------------------------ |
| Pilota d'Or | Adriano Leite Ribeiro          |
| Bota d'Or   | Adriano Leite Ribeiro (5 gols) |
| Fair Play   | Selecció de futbol de Grècia   |